# Viilupi
Koordinaten: 58° 52′ N, 22° 55′ O
Viilupi ist ein Dorf (estnisch küla) in der Landgemeinde Hiiumaa (bis 2017: Landgemeinde Pühalepa). Es liegt auf der zweitgrößten estnischen Insel Hiiumaa (deutsch Dagö).

## Beschreibung
Viilupi hat heute 41 Einwohner (Stand 31. Dezember 2011).
Die östliche Grenze des Dorfes bildet der Fluss Suuremõisa (Suuremõisa jõgi), der südöstlich von Viilupi in die Ostsee mündet. Auf dem Gemeindegebiet liegen Teile des Moors von Undama (Undama soo).